# Saint-Jeoire-Prieuré
Saint-Jeoire-Prieuré é uma comuna francesa na região administrativa de Auvérnia-Ródano-Alpes, no departamento de Saboia. Estende-se por uma área de 5,34 km². Em 2010 a comuna tinha 1 808 habitantes (densidade: 338,6 hab./km²).